# Grab des Kahimemua Nguvauva
Das Grab des Kahimemua Nguvauva (englisch Grave of Kahimemua Nguvauva) ist eine Grabstätte in Okahandja in der Region Otjozondjupa in Namibia. Das Grab des Kahimemua Nguvauva ist seit dem 7. Februar 1980 ein Nationales Denkmal Namibias.
Das Grab besteht aus Steinen, die nach und nach von seinen Anhänger als Zeichen der Ehrerweisung um einen Grabstein aus Granit aufgetürmt wurden.